# Juan Zúñiga y Pimentel
Juan Zúñiga y Pimentel (ur. w 1465 w Béjar, zm. 26 lipca 1504 w Guadalupe) – hiszpański kardynał.

## Życiorys
Urodził się w 1465 roku w Béjar, jako syn Álvara de Zúñigi i Leonor de Pimentel. W 1475 roku został mistrzem zakonu Alcántara, a następnie brał udział w kilku bitwach. Po rezygnacji z funkcji w 1494 roku, podjął studia. 3 maja 1503 roku został wybrany arcybiskupem Sewilli. 29 listopada został kreowany kardynałem prezbiterem i otrzymał kościół tytularny SS. Nereo e Achilleo. Zmarł 26 lipca 1504 roku w Guadalupe.